# 13688 Oklahoma
13688 Oklahoma è un asteroide della fascia principale. Scoperto nel 1997, presenta un'orbita caratterizzata da un semiasse maggiore pari a 3,1458304 UA e da un'eccentricità di 0,1563422, inclinata di 5,68349° rispetto all'eclittica.